# Ancistrus trinitatis
Az Ancistrus trinitatis a sugarasúszójú halak (Actinopterygii) osztályának harcsaalakúak (Siluriformes) rendjébe, ezen belül a tepsifejűharcsa-félék (Loricariidae) családjába tartozó faj.

## Előfordulása
Az Ancistrus trinitatis Közép-Amerikában fordul elő. A Trinidad és Tobago-i Trinidad nevű sziget folyóiban található meg ez az algaevő harcsafaj.

## Életmódja
A trópusi édesvizeket kedveli. Az Ancistrus trinitatis, mint a többi rokona, a víz fenekén él és keresi meg a táplálékát.